# Zophar M. Mansur

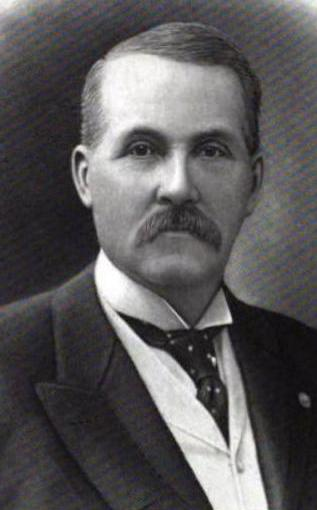
Zophar Mack Mansur

Zophar Mack Mansur (* 23. November 1843 in Morgan, Vermont; † 12. März 1914 in Burlington, Vermont) war ein US-amerikanischer Veteran des Sezessionskriegs, Bankier und Politiker, der von 1894 bis 1896 Vizegouverneur von Vermont war.

## Leben
Mansur wurde in Morgan, Vermont als Sohn von Warren und Jane A. (Morse) Mansur geboren. Zur Schule ging er in Derby.
Für die Armee wurde Mansur am 11. August 1862 angeworben und musterte am 1. September 1862 als Corporal, der Kompanie K der 10th Vermont Infantry an. Mit seinem Regiment nahm er an der Schlacht in der Wilderness, der Schlacht bei Spotsylvania Court House, der Schlacht von North Anna, der Schlacht von Cold Harbor, der Belagerung von Petersburg, der Schlacht von Monocacy und der Schlacht von Opequon teil. In Winchester wurde er am 19. September 1864 verwundet und verlor seinen rechten Arm. Aus der Armee wurde er daraufhin am 31. August 1865 entlassen.
1867 heiratete er Ellen L. Newhill. Das Paar hatte einen Sohn.
Als Postmeister arbeitete er von Februar 1867 bis November 1885 in Island Pond. Rechtswissenschaften studierte er von 1870 bis 1875 und erhielt seine Zulassung als Anwalt in Vermont im Jahr 1875. Er war als Anwalt bis 1892 tätig, danach im Holzgeschäft bis 1897. Direktor, später Präsident der National Bank von Derby Line war er von 1885 bis 1905.
Republikaner aus politischer Überzeugung, war er 1886 Staatsanwalt im Essex County. Auch war er gewählter Vertreter für die Town Brighton in der Vermonter Generalversammlung im Jahr 1886. Er arbeitete im juristischen Komitee und im Komitee für militärische Angelegenheiten. Senator für Essex County im Senat von Vermont war er im Jahr 1888 und unter Gouverneur Urban A. Woodbury war er von 1894 bis 1896 Vizegouverneur. Zum Steuereinnehmer für den Distrikt Memphremagog wurde er von Präsident Benjamin Harrison ernannt und dieses Amt übte er bis zum Jahr 1906 aus.
Er war Treuhänder für das Vermonter Soldatenheim in Brattleboro seit dessen Gründung im Jahr 1884 und Kurator der University of Vermont.
In verschiedenen Bruderschaften wie Sons of the American Revolution, Reunion Society of Vermont Officers, Grand Army of the Republic und den Freimaurern war er ebenfalls aktiv.
Mansur starb am 12. März 1914 in Burlington. Sein Grab befindet sich auf dem East Main Street Cemetery in Newport.